# Formación Cañadón Asfalto
La Formación Cañadón Asfalto es una unidad litoestratigráfica integrada por depósitos lacustres, volcánicos, bioquímicos, piroclásticos y epiclásticos que representa uno de los principales registros del jurásico sudamericano. Se ubica en el valle medio del río Chubut (Departamento Paso de Indios), en el centro y norte de la Provincia del Chubut, en la Patagonia Argentina. Fue definida por Stipanicic (1968) en los cañadones Sauzal (Lahuincó) y Asfalto, en las inmediaciones de la aldea de Cerro Cóndor. Su edad ha sido controvertida, ya que la datación con plomo-uranio de los lechos de toba volcánica ha dado varias edades diferentes. Por ejemplo ha habido trabajos que han sugerido que la deposición de esta comenzó alrededor de 171 Ma, durante el Aaleniense superior, mientras que la edad principal para el Miembro Inferior de Las Chacritas es de alrededor de 168 Ma, durante el Bajociano, Bathoniense y Calloviano. El Miembro Puesto Almada suprayacente parece estar en torno a los 158 ma, o edad Oxfordiana. Si bien trabajos recientes, incluido el descubrimiento de zircones cerca de la ubicación del hallazgo de Bagualia, permitió una datación precisa del Miembro Las Charcitas como Toarciano medio-tardío, 178-179 millones de años. Así, se ha podido ver que esta formación fue contemporánea de la actividad volcánica local, parte de la Provincia Volcánica de Chon Aike, siendo un equivalente local a la Formación Mawson de la Antártida (Provincia Volcánica de Ferrar) y al Grupo Drakensberg de Sudáfrica (Provincia Volcánica de Karoo).
Se encuentra en la Cuenca del Cañadón Asfalto, una cuenca de rift en la provincia de Chubut del noroeste de la Patagonia, en el sur de Argentina. Dicha cuenca comenzó a formarse en el Jurásico Inferior (Hettangiano, c.200 millones de años).
El rango de la formación es objeto de controversias, ya que existen dos hipótesis: la primera habla de la formación de dos Subformaciones, que consiste en depósitos lacustres formados por los sedimentos del Jurásico Inferior, y la otra señala que se compone principalmente de sedimentos fluviales (depositados por los ríos) del Jurásico Superior. Además, esta última podría estar relacionada con la Formación Cañadón Calcáreo y no pertenecer a la formación Cañadón Asfalto, o ser parte de la Formación Sierra de la Manea.  Cañadón Asfalto se ha abierto como consecuencia de la ruptura incipiente de Sudamérica y África por los movimientos de extensión y los fenómenos de acumulación simultáneos a los distintos episodios de reactivación tectónica.
Se compone de depósitos fluviales-lacustres, típicamente areniscas y lutitas con una secuencia evaporítica paleolacustre salina de caliza en su miembro más bajo Las Chacritas. Entremezcladas con éstas hay tobas volcánicas. Se divide en dos miembros, el Miembro Las Chacritas, y el miembro suprayacente Puesto Almada, pero este último también ha sido asignado a la Formación Cañadón Calcáreo por otros autores.

## Historia

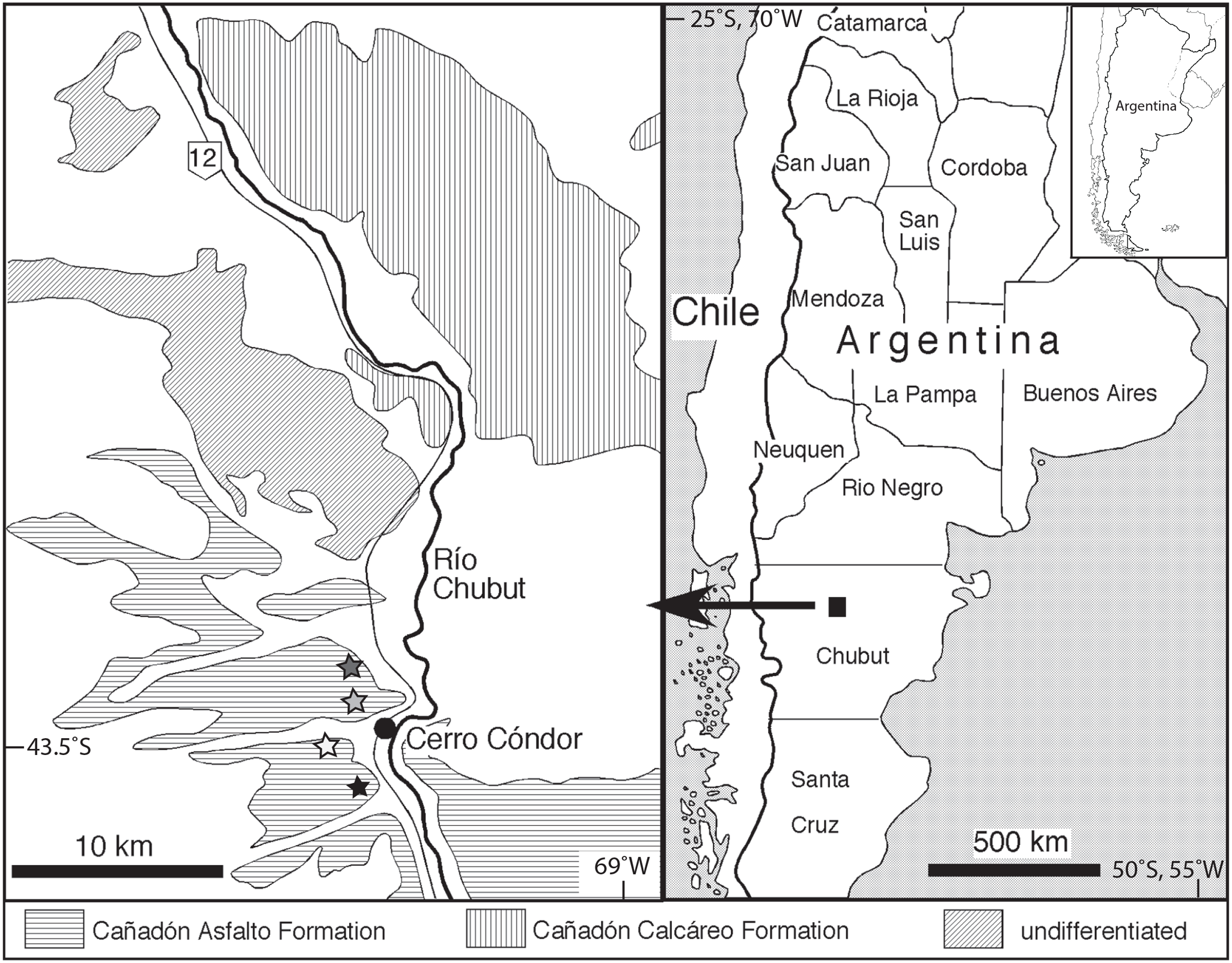
Localización de la Fm Cañadón Asfalto

El estudio de los depósitos jurásicos de la Cuenca del Cañadón Asfalto se inició con Alejandro Matveievich Piatnitzky en 1936, que estudió la zona desde el Río Génova hasta el Río Chubut, dividiendo varias unidades estratigráficas, donde describió las primeras capas que pueden vincularse con la Formación Cañadón Asfalto, las llamadas "Capas de Esteria", recuperadas en lugares como el Cañón de Bagual, asociadas a restos vegetales como el género Artrotaxites, asignándolas al intervalo Jurásico. Sus trabajos fueron seguidos por varios autores, pero fue M.A. Flores, en 1948-1957 en su estudio de las capas comprendidas entre el río Chubut, la Sierra Cuadrada y el Valle del Sapo, quien definió estas capas de la Esteria como pizarras bituminosas, encontrando en ellas restos de saurópodos y de flora, lo que llevó a sugerir que se refiriera esta sección al Jurásico medio superior. En 1949, esta unidad de Esteria fue referida al Grupo Sierra de Olte por J. Frenguelli, quien también describió algunos restos florales. Fue el equipo liderado por Stipanicic el que nombró a la Formación Cañadón Asfalto, referida entonces como una unidad Calloviana-Oxfordiana. Siguiendo esta definición, Tasch & Volkheimer hicieron, en 1970, la principal revisión faunística inicial de los estratos, con claro enfoque en la fauna espinicaudatense, con también las primeras correlaciones regionales. Este trabajo fue seguido por otros como C. Nakayama en 1972, F. Nullo & C. Proserpio en 1975 o J. M.C. Turner en 1983, todos ellos centrados en aspectos geológicos de la unidad. En 1979, Bonaparte realizó la primera descripción de restos de dinosaurios de la localidad, incluyendo Patagosaurus, Piatnitzkysaurus y Volkheimeria.  Hacia los años 90, Cañadón Asfalto fue subdividida en secciones inferiores y superiores, siendo la más antigua equivalente a la Formación Puesto Gilbert y la superior coetánea a la Formación Cañadón Calcáreo. Posteriormente en 2005, E. G. Figari, siguiendo sus trabajos de 1990, estableció los dos miembros actuales, llamados entonces miembro inferior y miembro superior. En 2012, estos dos fueron denominados Miembro inferior Las Chacritas y Miembro superior Puesto Almada. Trabajos recientes como el de Cúneo et al. en 2013 han demostrado que la formación es más antigua, y que algunas de las secciones que forman el miembro Puesto Almada pertenecen a la Fm Cañadón Calcáreo. Más allá de las dataciones en U-Pb y zircón Lu-Hf, los trabajos locales se han centrado en el descubrimiento de nuevos yacimientos fosilíferos (los yacimientos "Canela" y "A12", por ejemplo) y en la revisión de los hallazgos tanto florísticos como faunísticos de los ricos yacimientos anteriormente descubiertos (especialmente en el yacimiento "Queso rallado").

## Geología

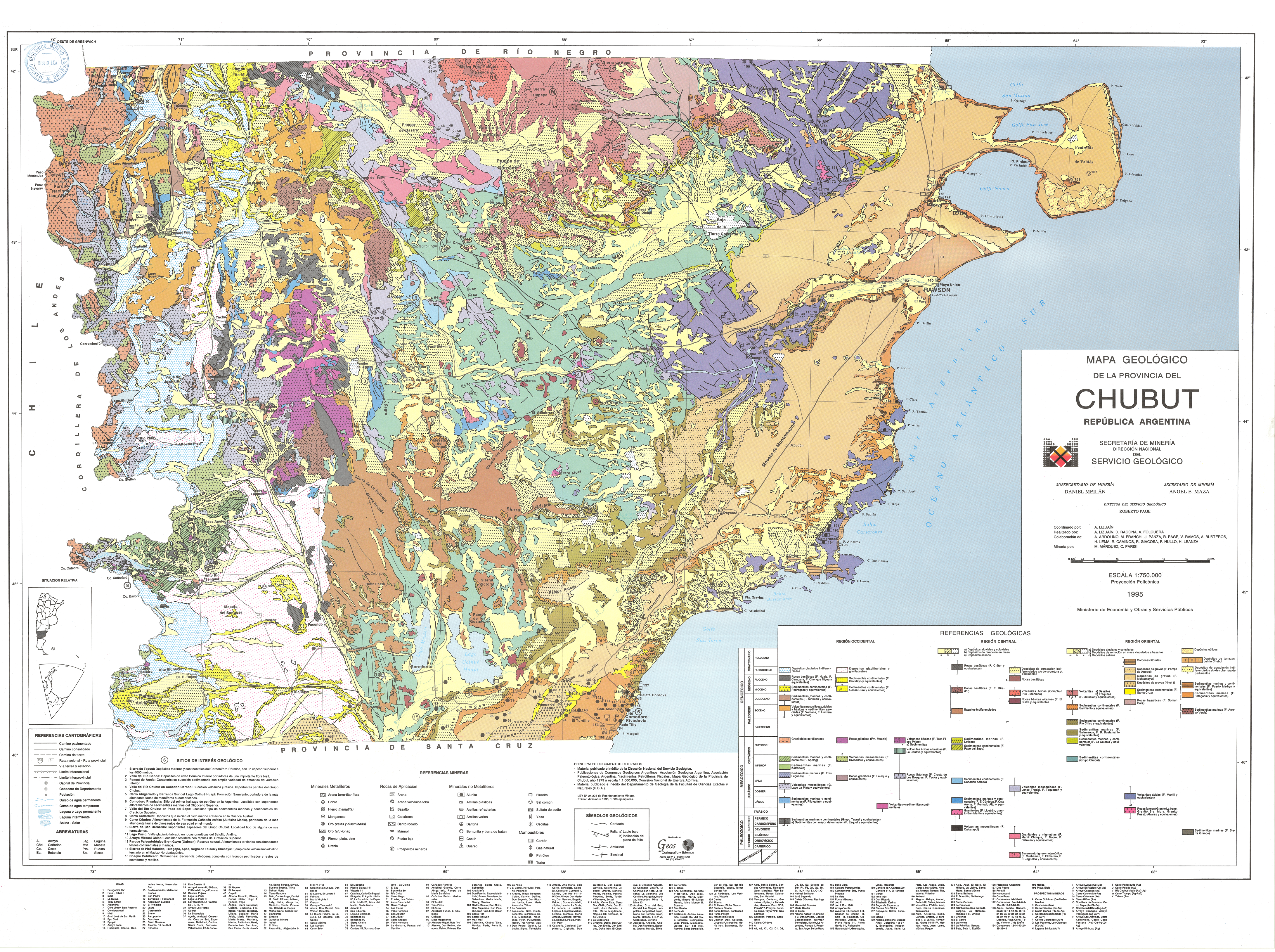
Mapa geológico de la provincia de Chubut, incluyendo la Fm Cañadón Asfalto

La cuenca del Cañadón Asfalto (cuyo nombre completo es cuenca de rift Somuncurá-Cañadón Asfalto) representa una de las más extensas exposiciones de rocas jurásicas de Sudamérica. Limita al noroeste con el Batolito Patagónico Subcordillerano+Cuenca del Ñirihuau y al sur con el Alto de Cotricó, elemento estructural que la separa de la Cuenca del Golfo San Jorge. Se desarrolló sobre un basamento Paleozoico, cuya composición está dominada por rocas plutónicas y metamórficas, que, junto a las capas tria-jurásicas forman parte de una sucesión local de 3 megasequencias, estando las jurásicas vinculadas a un mosaico mixto de rocas volcánicas (probablemente vinculadas a la Provincia ígnea silícica de Chon Aike) y sedimentarias (fluviales y lacustres). La sección jurásica puede correlacionarse con un régimen tectónico extenso para las unidades centrales de la cuenca, con presencia también de modelos "pull-apart". Estos modelos "pull-apart" evolucionaron basándose en la presencia combinada de diversos rasgos estructurales y deposicionales que incluyen capa de origen lacustre asociada a horizontes vaporíticos y varios tipos de deformación sinsedimentaria, todo ello con la presencia de intercalaciones de estratos basálticos. En esta cuenca, hacia el sector sur se definen tres microcuencas: Cerro Cóndor, Cañadón Calcáreo y Fossati. La rotación de los bloques jurásicos del Chubut no está documentada, sin embargo las componentes laterales parecen haber estado ligadas a la extensión oblicua. La provincia de Chubut se encontraba en la parte jurásica de un Rift local que fue resultado de la fragmentación de Gondwana, asociada en extensión a la apertura del Mar de Weddell y a la migración hacia el sur de la Península Antártica, desarrollada de forma similar al rift visto en los depósitos coetáneos de las Montañas Transantárticas (Especialmente la Formación Mawson en la Tierra de la Reina Alexandra). Esta cuenca se vio afectada posteriormente por una fase de contracción regional durante el Cretácico Temprano (que se observa en la deposición del Grupo Chubut).
El vulcanismo local estaba relacionado con la Provincia ígnea de Chon Aike, o Provincia Chon Aike-Antártica. El vulcanismo fue producto del rifting inicial, lo que también dio lugar al Karoo-Ferrar (Sudáfrica y Antártida), donde las facies del Jurásico Temprano en la Patagonia y la Cuenca de Larsen se depositaron influenciadas por el empuje que la cuenca del Mar de Wedell hizo sobre las placas circundantes, como se puede ver en las similitudes entre la Formación Sweeney y la Formación Lonco Tapial. En la Cañadón Asfalto el material volcánico se encuentra sobre delgadas capas de tobas producidas por caídas distales de ceniza dentro de las capas lacustres del Miembro Chacritas inferior, con presencia también de sectores con escasos flujos piroclásticos y flujos basálticos. La interdigitación entre depósitos carbonatados y volcaniclásticos es claramente evidente en los alrededores de la Estancia Fossatti y en el Sector Navidad. Otros sectores volcánicos cercanos que pueden haber influido en esta formación son los Batolito subcordilleranos y cordilleranos del oeste.

### Litología
La formación se compone principalmente de sedimentos lacustres, tales como pelitas y calizas margosas. De manera subordinada se observan lavas de composición basáltica y sedimentos clásticos (conglomerados y brechas) entre otros. En el miembro inferior (Las Chacritas), se encuentran calizas, lutitas, areniscas y conglomerados, intercalados con basaltos olivínicos; en tanto el miembro superior (Puesto Almada) presenta tobas, tufitas, lutitas y areniscas.

### Relaciones estratigráficas

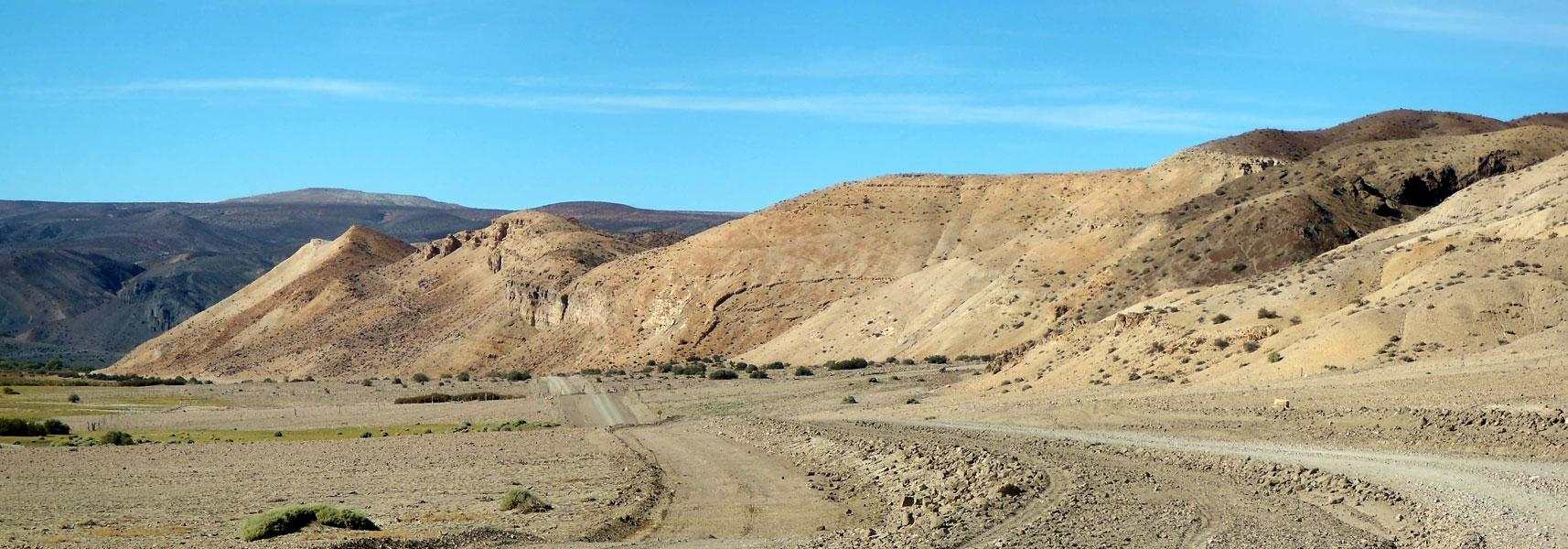
La Fm Cañadón Asfalto en el Cerro Condor

La formación Cañadón Asfalto se apoya en discordancia sobre las rocas volcánicas de la Formación Lonco Trapial, y es cubierta en discordancia angular por los sedimentos continentales de la Formación Los Adobes perteneciente al Grupo Chubut. Por otro lado, en el margen oriental del río Chubut sobre la Formación Cañadón Asfalto se apoya mediante un contacto tectónico la Formación Cañadón Calcáreo, compuesta por una secuencia de areniscas, conglomerados, lutitas, y calizas de manera subordinada. En la Cuenca de Chubut, la unidad equivalente es la Formación Mulanguiñeu (Zonas de Nueva Lubecka y Ferrarotti), de deposición marina (ambientes litorales a neríticos), con trazas de material volcánico que evidencian la desembocadura de ríos desde el este, pasando por la Formación Cañadón Asfalto. Este tipo de depósitos marinos con material volcánico también se encuentran en estratos de la misma edad en la Cuenca del Golfo de San Jorge a la altura de la Sierra San Bernardo (no asignado a ninguna unidad pero con composición similar a la Formación Mulanguiñeu, Formación Lomas Chatas y Formación Osta Arena de Chubut al norte), siendo ambas unidades parte de la inundación liásica del Paleopacífico en la región. En el Sur la Formación Roca Blanca en el Macizo del Deseado marca el inicio de una ecoregión Sinemuriano-Toarciense que se extiende hasta la Península Antártica, con la Formación Sweeney volcánica-lacustre y la Formación Anderson (Grupo volcánico de la Tierra de Ellsworth, Cuenca de Latady) con una flora casi idéntica a la vista en el miembro Chacritas.

### Edad
La edad de los sedimentos de la Formación Cañadón Asfalto ha sido debatida durante décadas. Inicialmente fue Piatnitzky en 1939 quien señaló la posición sobreelevada de estos sedimentos sobre el basamento, y sugirió una posible edad jurásica basada en correlaciones regionales. En la descripción de la Formación Cañadón Asfalto en 1968, Stipanicic et al. definieron que tanto Cañadón Asfalto como Los Adobes eran de edad "Dogger" (=jurásico medio). En 1984, hubo un trabajo que correlacionó la unidad con las sucesiones de Ferrarotti, encontrando diferencias con el Cañadón Asfalto y capas superiores agrupadas inicialmente en él, sugiriendo que puede haber una unidad distintiva del Jurásico Superior o del Cretácico Inferior. Con base en los microfósiles y la flora, se asignó el Toarciano a Calloviano al miembro Las Chacritas, mientras que el Calloviano-Tithoniano al miembro Puesto Almada. Sin embargo, esto no fue seguido por la aparición de numerosas dataciones radiométricas obtenidas a partir de afloramientos de diferentes depocentros: a partir de 2007, donde se obtuvo una edad K/Ar de 170 ±4. 4 Ma para el Miembro Las Chacritas, seguida en 2010 de una más joven de 147,1 ± 3,3 Ma para el Miembro Puesto Almada, que fue posteriormente reasignada a 161 ± 3 Ma por dataciones U/Pb sobre circones en la localidad Estancia La Sin Rumbo. Luego, en 2013 Cúneo et al. proporcionaron las dataciones consideradas más controvertidas hasta la fecha: Toarciano, 176,15 ± 0,12 y 178,766 ± 0,092 Ma en el Cerro Bayo y el Cerro Cóndor respectivamente, aunque esto fue inicialmente impugnado (con 168,2 ± 2. 2 Ma para el miembro Chacritas), y el Puesto Almada fue delimitado en 2017 a 160,3 ± 1,7-158,3 ± 1,3 Ma (Calloviano-Oxfordiano). Sin embargo, fue una datación más reciente la que delimitó plenamente al Miembro Las Chacritas a la edad del Toarciano Medio-Tardío (179,4 ± 0,059 Ma, 179,4 ± 0,13 Ma y 177,2 ± 0,4 Ma), edad que fue apoyada con el descubrimiento de zircones del mismo rango en las capas de Bagualia (Cañadón Bagual) y en otros afloramientos, incluyendo el cálculo de la edad detallada en el nivel más alto del miembro demostrando una restricción de edad definitiva de toda la biota recuperada en estas capas a 179. 17 ± 0,12 Ma-178,07 ± 0,21 Ma. El miembro Puesto Almada se encuentra en una situación más compleja, ya que parece que algunas o todas sus capas pueden pertenecer en realidad a la Formación Cañadón Calcáreo. Incluso se ha sugerido una unidad separada entre ambas, la Formación Sierra de la Manea, y esta última puede incluir gran parte de las capas de Puesto Almada.

## Paleoambiente
La formación Cañadón Asfalto representa un sector interior continuo sobre hábitats lacustres y terrestres alejados de la costa más cercana. Los ambientes marinos más cercanos se recuperaron al oeste en la Cuenca del Chubut, donde aflora la Formación Mulanguiñeu de edad Toarciana, con un registro diverso de fauna marina, incluyendo ammonites índice (Dactylioceras y Canavaria), braquiópodos (grupos Spiriferinida y Terebratulida), bivalvos (familias Nuculidae, Nuculanidae, Polidevciidae y Malletiidae), gastropodos (familias Eucyclidae, Trochoidea, Pseudomelanoidea, Cirridae, Procerithiidae, etc.), anélidos de tubo calcáreo (Serpulidae), corales gregarios (Montlivaltia), decápodos (Mecochirus robbianoi), crinoideos (Pentacrinites), espinas de Echinoidea, restos de hojas (Elatocladus hallei; Coníferas) y rastros de bioturbación (ichnogéneros Rhizocorallium y Lapispira), lo que indica que en esta época el Océano Paleopacífico inundó la cuenca alojando asociaciones de macroinvertebrados bentónicos en una rampa carbonatada-elástica, sin embargo ninguna de las transgresiones medidas llegó a inundar la Cuenca del Cañadón Asfalto (aunque se estima que en el Toarciano superior la costa estuvo muy próxima a Paso de Indios), si bien fue influenciado por los eventos volcánicos de este, como demuestren los trazos de tobas volcánicas en la parte Toarciense de la formación. Otro sector marino que tuvo influencia de la cuenca de Cañadón Asfalto aparenta ser la serie de depósitos marinos de la Cuenca del golfo San Jorge (rumbo noroeste desde el centro-suroeste del Chubut hasta el centro-norte de Santa Cruz, llegando hasta Las Heras), donde se encuentran facies marinas de edad Pliensbachiense-Toarciense compuestas de areniscas con fauna marina, pero que poseen gran abundancia de material volcánico cuyo origen puede ser trazado a los estratos de las Fms Cañadón Asfalto y Lonco Tapial, corroborando que hubo corrientes fluviales que pasaron por la zona, desembocaron en el Golfo de San Jorge arrastrando el material volcánico a la costa. Más allá de este sector, el Macizo Norpatagónico (Norte) ordovícico-devónico y el Macizo del Deseado (Sur) dieron una influencia montañosa a la depositación de la formación. Esto se puede ver en la llamada "sección del distrito Navidad" recupera composiciones isotópicas de Pb similares a las de los minerales encontrados en estos macizos. La Formación Cañadón Asfalto junto con la Formación Lonco Trapial, Formación Bajo Pobre, Formación Cañadón Huemules y Formación Roca Blanca en Argentina, así como la Formación Mount Poster y Formación Sweeney en la Cuenca Latady, forman parte de los principales sectores máficos de la zona Chon Aike-Península Antártica, siendo una de las mayores provincias riolíticas del mundo, lo que se observa en la abundancia de intrusiones volcánicas en las facies por lo demás lacustres/terrestres de la formación, lo que se observa en las facies de hialoclastita y peperita del sector Navidad, indicadores de la interacción de las aguas lacustres y las fuentes magmáticas, que parecen provenir en su mayoría de los rifts del basamento local.

### Miembro de Chacritas
Este miembro se compone principalmente de dos ambientes deposicionales principales: depósitos lacustres y fluviales, que presentan intervalos de materiales tobáceos, lo que sugiere que estos ambientes coevolucionaron con la actividad volcánica. La sección lacustre ha sido denominada "Paleolago de Chacritas", y parece haber sido un lago de tipo pan salino o incluso hipersalino hidrológicamente cerrado, poco profundo con zonas marginales y subambientes palustres con márgenes de baja energía en forma de rampa. Esto se puede ver en varios tramos como el Cañadón Carrizal, donde las capas que cómo exposiciones aéreas, y por lo tanto una tendencia de regresión en un lago de baja energía, lo que changued la biota localmente (e. actividad microbiana en superficies). Las facies lacustres pueden verse en otras localidades, como en la Quebrada de las Chacritas, donde se describieron al menos 5 tipos de facies diferentes, tanto de origen lacustre como de Estromatolito biohermético, mostrando estas últimas un cinturón microbiano. El aumento de la cantidad de materia algal y de biohermas microbianas sugiere niveles de alto nivel del lago, mientras que en las capas en las que se produce el mudcrakcs y la pedogénesis muestra probablemente un nivel bajo del agua que mató la materia microbiana. Se ha determinado que el principal cuerpo lacustre existió en el llamado "Cinturón Biohermal del Cerro Cóndor", mientras que la facies Cañadón Las Chacritas muestra progradaciones hacia el sur hasta enfrentarse a materiales basálticos en la zona sur del Cerro Cóndor, lo que se refleja en la inundación del cinturón y en el aumento de los fósiles de algas. Esta laguna estuvo claramente influenciada por la actividad volcánica, así como fue probablemente un producto del rifting que sufrió la cuenca del Cañadón Asfalto en el Toarciano. Esto puede verse en la abundancia de chert como el recuperado en el moderno Lago Magadi en la sección keniana del Rift africano. Este chert es indicador de entornos altamente alcalinos en unidades lacustres poco profundas, por lo que el aumento temporal de la mineralización tipo Magadi en el lago puede haber sido posible. Un tipo idéntico de lago, conocido como "Carapace Lake", también desarrollado en un sistema de rift fue localizado en la coetánea Formación Mawson de la Antártida, lo que sugiere que ambos, Carapace y Chacritas fueron probablemente lagos alcalinos que tuvieron una notoria influencia de fuidos hidrotermales. Este tipo de facies lacustres se observa también en la Formación Sweeney de la Península Antártica, que representa una continuación de la misma Biozona en la que se incluyen tanto el Lonco Tapial como el Cañadón Asfalto.
La abundancia de materia orgánica en las facies lacustres, la gran presencia de fauna de microinvertebrados junto con la escasa presencia de grietas de lodo, la escasa presencia de brechas y las capas pedogénicas sugieren que el entorno inmediato del lago tenía unas condiciones entre áridas y subhúmedas. Los entornos emergidos cercanos tienen abundantes Classopollis spp., géneros clave para los entornos termófilos, lo que puede sugerir que los terrenos emergidos cercanos tenían condiciones cálidas y secas. Otras especies sugieren un clima cálido a templado-cálido, con características marcadamente estacionales (monzónicas) que coinciden con la presencia del Bioma Subtropical Estacionalmente Seco. En general esta flora, tal como se recupera en las secciones Cañadón Lahuincó y Cañadón Caracoles sugiere la presencia de floras fluviales (ribereñas) y lacustres costeras, junto con ambientes secos interiores dominados por Coníferas, en general en una distribución similar a la observada en capas coetáneas en Australia, así como la Formación Mawson en la Antártida. Datos de cutículas locales de coníferas araucariáceas y cheirolepidicáceas al microscopio, lo que puede llevar a futuras interpretaciones más profundas de la fluctuación climática local. El estudio inicial de las cutículas de Brachyphyllum spp. han permitido conocer la presencia de un estrés ambiental común en las coníferas locales durante la deposición del miembro Chacritas.

### Miembro Puesto Almada
Este miembro se describió originalmente como una transición fluvial en la que los ambientes lacustres locales desaparecían, sin embargo, lugares como el Cerro Bandera muestran que albergaba depósitos lacustres, palustres y pedogénicos. Las facies aluviales son los principales indicadores del aporte de sedimentos, mientras que las facies lacustres sugieren un segundo relleno de agua a nivel local, donde se desarrolló una pequeña masa de agua "Paleolago de Almada", creando también varios humedales coetáneos hacia la sección más alta. Las intrusiones de toba son más escasas que en la sección subyacente y parecen derivar de la caída de cenizas directamente en el agua. A pesar de su nombre, se ha comprobado que la "Fauna de Peces de Almada", que incluye géneros como Condorlepis groeberi, pertenece a la Formación Cañadón Calcáreo, así como el género de cocodrilos Almadasuchus, todo ello debido a la incierta diferencia y límite entre ambas unidades. Las condiciones climáticas generales fueron similares a las de la sección subyacente, aunque con una estacionalidad más marcada y un toque más húmedo.

## Fauna invertebrada

### Demospongiae
| Palaeospongillidae reportados de la Formación Cañadón Asfalto | Palaeospongillidae reportados de la Formación Cañadón Asfalto | Palaeospongillidae reportados de la Formación Cañadón Asfalto | Palaeospongillidae reportados de la Formación Cañadón Asfalto | Palaeospongillidae reportados de la Formación Cañadón Asfalto | Palaeospongillidae reportados de la Formación Cañadón Asfalto                                                                                                  | Palaeospongillidae reportados de la Formación Cañadón Asfalto |
| Género                                                        | Especies                                                      | Ubicación                                                     | Posición estratigráfica                                       | Material                                                      | Notas | Imágenes                                                      |
| ------------------------------------------------------------- | ------------------------------------------------------------- | ------------------------------------------------------------- | ------------------------------------------------------------- | ------------------------------------------------------------- | --- | ------------------------------------------------------------- |
| Palaeospongilla                                               | - Palaeospongilla chubutensis                                 | - Localidad de Estancia Fossati                               | - Miembro de Las Chacritas                                    | Especímenes aislados                                          | Un miembro de agua dulce (lacustre) de Palaeospongillidae (Esponjas Spongillida). Representa el principal habitante del fondo lacustre del Paleolago Chacritas |                                                               |

### Crustacea
| Crustacea reportados de la Formación Cañadón Asfalto | Crustacea reportados de la Formación Cañadón Asfalto        | Crustacea reportados de la Formación Cañadón Asfalto                                                            | Crustacea reportados de la Formación Cañadón Asfalto | Crustacea reportados de la Formación Cañadón Asfalto | Crustacea reportados de la Formación Cañadón Asfalto | Crustacea reportados de la Formación Cañadón Asfalto |
| Género                                               | Especies                                                    | Ubicación | Posición estratigráfica                              | Material                                             | Notas | Imágenes                                             |
| ---------------------------------------------------- | ----------------------------------------------------------- | --- | ---------------------------------------------------- | ---------------------------------------------------- | --- | ---------------------------------------------------- |
| Carapacestheria                                      | - Carapacestheria taschi                                    | - Cañadón Asfalto - Cañadón Lahuincó - Cerro Bayo                                                               | - Miembro Las Chacritas - Miembro Puesto Almada      | Válvulas aisladas                                    | Un miembro de agua dulce (lacustre) de Eosestheriidae (Spinicaudata). Originalmente identificado como Cyzicus (Euestheria) taschi. Este género se encuentra en entornos lacustres alcalinos idénticos en la también toarciana Formación Mawson de la Antártida |                                                      |
| Congestheriella                                      | - Congestheriella rauhuti                                   | - Sierra de la Manea - Estancia El Torito - Cañadón Los Chivos                                                  | - Miembro Puesto Almada                              | Válvulas Aisladas                                    | Un miembro de agua dulce (lacustre) de Afrograptidae (Spinicaudata). Dada la incerteza estratigráfica, puede provenir de la Formación Cañadón Calcáreo |                                                      |
| Darwinula                                            | - Darwinula magna - Darwinula spp.                          | - Cañadón Asfalto - Cañadón Lahuincó - Cerro Bayo - Cañadón Asfalto - Quebrada Subsidiaria - Estancia el Torito | - Miembro Las Chacritas - Miembro Puesto Almada      | Válvulas aisladas                                    | Un miembro de agua dulce (lacustre) de Darwinulidae (Ostracodo). |                                                      |
| Euestheria                                           | - Euestheria volkheimeri                                    | - Cerro Cóndor - Cerro Bayo - Cerro Cóndor - Quebrada Subsidiaria                                               | - Miembro Las Chacritas - Miembro Puesto Almada      | Válvulas aisladas                                    | Miembro de agua dulce (lacustre) de Euestheriidae (Spinicaudata). |                                                      |
| Lioestheria                                          | - Cyzicus (Lioestheria) sp. B - Cyzicus (Lioestheria) sp. C | - Cañadón Las Chacritas - Colan Conhué - Cañadón de la Alicia                                                   | - Miembro de Las Chacritas - Miembro Puesto Almada   | Válvulas aisladas                                    | Miembro de agua dulce (lacustre) de Fushunograptidae (Spinicaudata). |                                                      |
| Mandelstamia                                         | - Mandelstamia? spp.                                        | - Estancia El Torito                                                                                            | - Miembro de Puesto Almada                           | Válvulas aisladas                                    | Miembro de agua dulce (lacustre) de Loxoconchidae (Ostracodo). Dada la incerteza estratigráfica, puede provenir de la Formación Cañadón Calcáreo |                                                      |
| Metacypris                                           | - Metacypris sp.                                            | - Estancia El Torito                                                                                            | - Miembro del Puesto Almada                          | Válvulas aisladas                                    | Miembro de agua dulce (lacustre) de Limnocytheridae (Ostracodo). Dada la incerteza estratigráfica, puede provenir de la Formación Cañadón Calcáreo |                                                      |
| Penthesilenula                                       | - Penthesilenula sarytirmenensis                            | - Estancia El Torito                                                                                            | - Miembro Puesto Almada                              | Válvulas aisladas                                    | Miembro de agua dulce (lacustre) de Darwinulidae (Ostracodo). Dada la incerteza estratigráfica, puede provenir de la Formación Cañadón Calcáreo |                                                      |
| Pseudestherites                                      | - Pseudestherites sp.                                       | - Estancia El Torito - Cañadón Los Chivos                                                                       | - Miembro Puesto Almada                              | Válvulas Aisladas                                    | Un miembro de agua dulce (lacustre) de Antronestheriidae (Spinicaudata). Dada la incerteza estratigráfica, puede provenir de la Formación Cañadón Calcáreo |                                                      |
| Theryosinoecum                                       | - Theryosinoecum barrancalensis minor                       | - Estancia El Torito                                                                                            | - Miembro Puesto Almada                              | Válvulas aisladas                                    | Miembro de agua dulce (lacustre) de Cytheroidea (Ostracodo). Dada la incerteza estratigráfica, puede provenir de la Formación Cañadón Calcáreo |                                                      |
| Timiriasevia                                         | - Timiriasevia sp.                                          | - Estancia El Torito                                                                                            | - Miembro Puesto Almada                              | Válvulas aisladas                                    | Miembro de agua dulce (lacustre) de Limnocytheridae (Ostracodo). Dada la incerteza estratigráfica, puede provenir de la Formación Cañadón Calcáreo |                                                      |
| Wolfestheria                                         | - Wolfestheria patagoniensis - Wolfestheria smekali         | - Cañadón Asfalto - Cañadón Lahuincó - Estancia La Sin Rumbo                                                    | - Miembro de Las Chacritas - Miembro Puesto Almada   | Válvulas Aisladas                                    | Miembro de agua dulce (lacustre) de Fushunograptidae (Spinicaudata). |                                                      |

### Moluscos
| Mollusca reportados de la Formación Cañadón Asfalto | Mollusca reportados de la Formación Cañadón Asfalto | Mollusca reportados de la Formación Cañadón Asfalto | Mollusca reportados de la Formación Cañadón Asfalto | Mollusca reportados de la Formación Cañadón Asfalto | Mollusca reportados de la Formación Cañadón Asfalto                                                             | Mollusca reportados de la Formación Cañadón Asfalto |
| Género                                              | Especie                                             | Ubicación | Posición estratigráfica                             | Material                                            | Notas | Imágenes                                            |
| --------------------------------------------------- | --------------------------------------------------- | --- | --------------------------------------------------- | --------------------------------------------------- | --- | --------------------------------------------------- |
| Corbicula                                           | - Corbicula spp.                                    | - Cerro Cóndor - Cerro Bayo - Estancia El Torito | - Miembro de Las Chacritas - Miembro Puesto Almada  | Conchas Aisladas                                    | Un miembro de agua dulce (lacustre) de Corbiculidae (Bivalvo).                                                  |                                                     |
| Cyanocyclas                                         | - Cyanocyclas spp.                                  | - Cerro Cóndor - Cerro Bayo - Estancia El Torito | - Miembro de Las Chacritas - Miembro Puesto Almada  | Conchas Aisladas                                    | Un miembro de agua dulce (lacustre) de Corbiculidae (Bivalvo).                                                  |                                                     |
| Diplodon                                            | - Diplodon spix - Diplodon cf.spix - Diplodon spp.  | - Cañadón Asfalto - Cañadón Lahuincó - Cañadón Miyanao - Cerro Cóndor - Cerro Bayo - Cerradura de la Alicia - Quebrada Subsidiaria - Estancia El Torito | - Las Chacritas Miembro - Miembro Puesto Almada     | Conchas Aisladas                                    | Un miembro de agua dulce (lacustre) de Unionidae (Bivalvo). El género de Bivalvos más abundante en la Formación |                                                     |
| Nayadidae                                           | Indeterminado                                       | - Cañadón Asfalto - Cañadón Lahuincó | - Miembro de Las Chacritas                          | Conchas Aisladas                                    | Un miembro de agua dulce (lacustre) de Unionidae (Bivalvo).                                                     |                                                     |
| Potamolithus                                        | - Potamolithus? spp.                                | - Cañadón Asfalto - Cañadón Lahuincó | - Miembro de Las Chacritas                          | Conchas Aisladas                                    | Un miembro de agua dulce (lacustre) de Tateidae (caracol).                                                      |                                                     |
| Sphaeridae                                          | Indeterminado                                       | - Cañadón Asfalto | - Miembro de Las Chacritas                          | Conchas Aisladas                                    | Un miembro de agua dulce (lacustre) de Sphaeriida (Bivalvo).                                                    |                                                     |
| Viviparus                                           | - Viviparus spp.                                    | - Cañadón Asfalto - Cañadón Lahuincó - Cañadón Asfalto - Quebrada Subsidiaria - Estancia El Torito                                                      | - Las Chacritas Miembro - Miembro Puesto Almada     | Conchas Aisladas                                    | Un miembro de agua dulce (lacustre) de Viviparidae (caracol).                                                   |                                                     |

### Insecta
Huevos de insectos de afinidad desconocida fueron reportados en varias capas de la localidad de Estancia Fossati.
| Insectos reportados de la Formación Cañadón Asfalto | Insectos reportados de la Formación Cañadón Asfalto | Insectos reportados de la Formación Cañadón Asfalto                            | Insectos reportados de la Formación Cañadón Asfalto | Insectos reportados de la Formación Cañadón Asfalto | Insectos reportados de la Formación Cañadón Asfalto | Insectos reportados de la Formación Cañadón Asfalto |
| Género                                              | Especie                                             | Ubicación                                                                      | Posición estratigráfica                             | Material                                            | Notas | Imágenes                                            |
| --------------------------------------------------- | --------------------------------------------------- | ------------------------------------------------------------------------------ | --------------------------------------------------- | --------------------------------------------------- | --- | --------------------------------------------------- |
| Chironomidae                                        | Indeterminado                                       | - Gan Gan                                                                      | - Miembro de Puesto Almada                          | Cápsulas de cabeza                                  | Restos indeterminados de Bittacidae (Migdes), asociados a facies lacustres. Dada la incerteza estratigráfica, puede provenir de la Formación Cañadón Calcáreo          |                                                     |
| Coleópteros                                         | Indeterminado                                       | - Cerro Cóndor - Estancia Fossati - Estancia El Torito - Estancia La Sin Rumbo | - Miembro de Las Chacritas - Miembro Puesto Almada  | Elytra y restos corporales                          | Restos de escarabajos indeterminados, asociados a facies lacustres |                                                     |
| Conchindusia                                        | Conchindusia isp.                                   | - Cerro Cóndor - Estancia Fossati - Estancia El Torito - Estancia La Sin Rumbo | - Miembro de Las Chacritas - Miembro Puesto Almada  | Huellas o moldes comprimidos de casos larvarios     | Icnofósiles indeterminados de Trichoptera (frigáneas), asociados a facies lacustres                                                                                    |                                                     |
| Heteroptera                                         | Indeterminado                                       | - Cerro Cóndor - Estancia Fossati - Estancia El Torito - Estancia La Sin Rumbo | - Miembro de Las Chacritas - Miembro Puesto Almada  | Alas Fragmentarias                                  | Restos indeterminados de heterópteros, asociados a facies lacustres |                                                     |
| Neorthophlebidae                                    | Indeterminado                                       | - Gan Gan                                                                      | - Miembro de Puesto Almada                          | Alas y partes del cuerpo                            | Restos indeterminados de Bittacidae (mosca escorpión), asociados a facies lacustres. Dada la incerteza estratigráfica, puede provenir de la Formación Cañadón Calcáreo |                                                     |
| Ostracindusia                                       | Ostracindusia isp.                                  | - Cerro Cóndor - Estancia Fossati - Estancia El Torito - Estancia La Sin Rumbo | - Miembro de Las Chacritas - Miembro Puesto Almada  | Huellas o moldes comprimidos de casos larvarios     | Icnofósiles indeterminados de Trichoptera (frigáneas), asociados a facies lacustres                                                                                    |                                                     |
| Terrindusia                                         | Terrindusia isp.                                    | - Cerro Cóndor - Estancia Fossati - Estancia El Torito - Estancia La Sin Rumbo | - Miembro de Las Chacritas - Miembro Puesto Almada  | Huellas o moldes comprimidos de casos larvarios     | Icnofósiles indeterminados de Trichoptera (frigáneas), asociados a facies lacustres                                                                                    |                                                     |
| Trichoptera                                         | Indeterminado                                       | - Cerro Cóndor - Estancia Fossati - Estancia El Torito - Estancia La Sin Rumbo | - Miembro de Las Chacritas - Miembro Puesto Almada  | Alitas y estuches de larvas                         | Restos indeterminados de tricópteros (frigáneas), asociados a facies lacustres                                                                                         |                                                     |

## Fauna de vertebrados

### Peces
| Actinopterygii reportados de la Formación Cañadón Asfalto | Actinopterygii reportados de la Formación Cañadón Asfalto | Actinopterygii reportados de la Formación Cañadón Asfalto                                                                            | Actinopterygii reportados de la Formación Cañadón Asfalto | Actinopterygii reportados de la Formación Cañadón Asfalto | Actinopterygii reportados de la Formación Cañadón Asfalto | Actinopterygii reportados de la Formación Cañadón Asfalto |
| Género                                                    | Especie                                                   | Ubicación | Posición estratigráfica                                   | Material                                                  | Notas | Imágenes                                                  |
| --------------------------------------------------------- | --------------------------------------------------------- | --- | --------------------------------------------------------- | --------------------------------------------------------- | --- | --------------------------------------------------------- |
| Archaeomaenidae                                           | Indeterminado                                             | - Cerro Cóndor - Cañadón Asfalto - Cañadón Miyanao - Estancia Fossati - Localidad de Canela - Cañadón Asfalto - Quebrada Subsidiaria | - Miembro de Las Chacritas                                | Aleta mediana grande aislada y escamas aisladas           | Un miembro de agua dulce (lacustre) de Archaeomaenidae (Teleostei). Quizá relacionado con el género Oreochima, procedente de capas coetáneas, coregionales y de idéntica deposición de la Formación Mawson de la Antártida |                                                           |

### Anfibios
| Anfibios reportados de la Formación Cañadón Asfalto | Anfibios reportados de la Formación Cañadón Asfalto                                          | Anfibios reportados de la Formación Cañadón Asfalto                  | Anfibios reportados de la Formación Cañadón Asfalto | Anfibios reportados de la Formación Cañadón Asfalto                                                                         | Anfibios reportados de la Formación Cañadón Asfalto | Anfibios reportados de la Formación Cañadón Asfalto |
| Género                                              | Especie                                                                                      | Ubicación                                                            | Posición estratigráfica                             | Material | Notas | Imágenes                                            |
| --------------------------------------------------- | -------------------------------------------------------------------------------------------- | -------------------------------------------------------------------- | --------------------------------------------------- | --- | --- | --------------------------------------------------- |
| Notobatrachus                                       | - Notobatrachus degiustoi - Notobatrachus reigi - Notobatrachus spp. - Cf.Notobatrachus spp. | - Cañadón Bagual - Zitarrosa - Cerro Cóndor - Canela - Queso Rallado | Miembro de Las Chacritas                            | - Muchos esqueletos articulados, en su mayoría completos - Mayor parte de un esqueleto y un cráneo parcialmente articulados | Una rana temprana de la familia Notobatrachidae. Notobatrachus degiustoi se puede distinguir de N. reigsi por las características del cráneo. La presencia de este anuro en varias localidades sugiere una proliferación local ligada a cuerpos lacustres |                                                     |

### Tortugas
| Tortugas reportadas de la Formación Cañadón Asfalto | Tortugas reportadas de la Formación Cañadón Asfalto                  | Tortugas reportadas de la Formación Cañadón Asfalto        | Tortugas reportadas de la Formación Cañadón Asfalto | Tortugas reportadas de la Formación Cañadón Asfalto                                                                          | Tortugas reportadas de la Formación Cañadón Asfalto | Tortugas reportadas de la Formación Cañadón Asfalto |
| Género                                              | Especie                                                              | Ubicación                                                  | Posición estratigráfica                             | Material | Notas | Imágenes                                            |
| --------------------------------------------------- | -------------------------------------------------------------------- | ---------------------------------------------------------- | --------------------------------------------------- | --- | --- | --------------------------------------------------- |
| Condorchelys                                        | - Condorchelys antiqua - Condorchelys cf.antiqua - Condorchelys spp. | - Queso Rallado - Cañadón Bagual - Chucrut - Canela facies | Miembro de Las Chacritas                            | - Holotipo: La mayor parte de un cráneo, caparazón y plastrón. - MPEF-PV 3163, húmero izquierdo - MPEF-PV 3164, placa costal | Una tortuga basal (Mesochelydia) fuera de los dos grupos existentes, estrechamente relacionada con Kayentachelys aprix de Norteamérica e Indochelys spatulata de la India. Probablemente ocuparon nichos acuáticos o semiacuáticos. |                                                     |
| Testudinata                                         | Indeterminado                                                        | - Canela facies                                            | Miembro de Las Chacritas                            | - plastrones | Restos de tortuga indeterminados |                                                     |

### Lepidosaurios
| Lepidosaurios reportados de la Formación Cañadón Asfalto | Lepidosaurios reportados de la Formación Cañadón Asfalto | Lepidosaurios reportados de la Formación Cañadón Asfalto | Lepidosaurios reportados de la Formación Cañadón Asfalto | Lepidosaurios reportados de la Formación Cañadón Asfalto | Lepidosaurios reportados de la Formación Cañadón Asfalto | Lepidosaurios reportados de la Formación Cañadón Asfalto |
| Género                                                   | Especie                                                  | Ubicación                                                | Posición estratigráfica                                  | Material                                                 | Notas | Imágenes                                                 |
| -------------------------------------------------------- | -------------------------------------------------------- | -------------------------------------------------------- | -------------------------------------------------------- | -------------------------------------------------------- | --- | -------------------------------------------------------- |
| Sphenocondor                                             | Sphenocondor gracilis                                    | Queso Rallado                                            | Miembro de Las Chacritas                                 | Dentario                                                 | Un Sphenodontiano Rhynchocephaliano, estrechamente relacionado con el Godavarisaurus del Jurásico casi coetáneo de la Formación Kota de la India, tal vez parte de un clado endémico de Gondwana. |                                                          |

### Cocodriliformes
| 'Crocodyliformes reportados de la Formación Cañadón Asfalto | 'Crocodyliformes reportados de la Formación Cañadón Asfalto | 'Crocodyliformes reportados de la Formación Cañadón Asfalto | 'Crocodyliformes reportados de la Formación Cañadón Asfalto | 'Crocodyliformes reportados de la Formación Cañadón Asfalto | 'Crocodyliformes reportados de la Formación Cañadón Asfalto                                                                | 'Crocodyliformes reportados de la Formación Cañadón Asfalto |
| Género                                                      | Especie                                                     | Ubicación                                                   | Posición estratigráfica                                     | Material                                                    | Notas | Imágenes                                                    |
| ----------------------------------------------------------- | ----------------------------------------------------------- | ----------------------------------------------------------- | ----------------------------------------------------------- | ----------------------------------------------------------- | --- | ----------------------------------------------------------- |
| Crocodylomorpha                                             | Indterminate                                                | Queso Rallado                                               | Miembro de Las Chacritas                                    | Varios restos aislados                                      | Restos indeterminados de cocodrilomorfos, que representan uno de los vertebrados más completos ligados a facies lacustres. |                                                             |

### Pterosaurios
| Pterosaurios reportados de la Formación Cañadón Asfalto | Pterosaurios reportados de la Formación Cañadón Asfalto | Pterosaurios reportados de la Formación Cañadón Asfalto | Pterosaurios reportados de la Formación Cañadón Asfalto | Pterosaurios reportados de la Formación Cañadón Asfalto | Pterosaurios reportados de la Formación Cañadón Asfalto | Pterosaurios reportados de la Formación Cañadón Asfalto |
| Género                                                  | Especie                                                 | Ubicación                                               | Posición estratigráfica                                 | Material | Notas | Imágenes                                                |
| ------------------------------------------------------- | ------------------------------------------------------- | ------------------------------------------------------- | ------------------------------------------------------- | --- | --- | ------------------------------------------------------- |
| Allkaruen                                               | Allkaruen koi                                           | Canadón Carrizal                                        | Miembro de Las Chacritas                                | Una caja craneal, así como una mandíbula y vértebras cervicales. | Un pterosaurio emparentado con Breviquartossa o tal vez incluso un grupo hermano de pterosaurios monofenestáticos (Wukongopteridae + Pterodactyloidea) |                                                         |
| Scaphognathinae?                                        | Indeterminado                                           | Las Chacritas                                           | Miembro de Las Chacritas                                | Cientos de huesos de pterosaurio desarticulados aunque a veces parcialmente asociados: Especímenes sin catalogar, varias mandíbulas, caja torácica, cintura escapular, dos húmeros, varias falanges de dedos de las alas | Restos indeterminados de pterosaurio, posiblemente un Rhamphorhynchoidea. Parece representar a un pterosaurio "rhamphorhynchoide" de aproximadamente 1,5-2 metros de envergadura. La morfología es muy similar a la de la mandíbula inferior de los Scaphognathinae. |                                                         |

### Terópodos
| Theropoda reportado de la Formación Cañadón Asfalto | Theropoda reportado de la Formación Cañadón Asfalto | Theropoda reportado de la Formación Cañadón Asfalto | Theropoda reportado de la Formación Cañadón Asfalto | Theropoda reportado de la Formación Cañadón Asfalto | Theropoda reportado de la Formación Cañadón Asfalto | Theropoda reportado de la Formación Cañadón Asfalto |
| Género                                              | Especie                                             | Ubicación                                           | Posición estratigráfica                             | Material | Notas | Imágenes                                            |
| --------------------------------------------------- | --------------------------------------------------- | --------------------------------------------------- | --------------------------------------------------- | --- | --- | --------------------------------------------------- |
| Asfaltovenator                                      | Asfaltovenator vialidadi                            | Cerro Cóndor                                        | Miembro de Las Chacritas                            | Cráneo casi completo y la mitad anterior del esqueleto por delante de las caderas, pubis distal y fermur y peroné y tibia proximales, pie parcial            | Un probable miembro temprano de Allosauroidea |                                                     |
| Averostra                                           | Indeterminado                                       | - Cerro Cóndor - Puesto el Quemado - Cerro Bayo     | Miembro de Las Chacritas                            | Dientes aislados: MPEF BA 182/08, BA 40/08, BA 09/80, BA 88/08, BA 252G+165/08 A, BA 252G+165/08 B, BA 252G+165/08 C                                         | Dientes de dinosaurios terópodos que guardan parecido con los asignados a las familias Ceratosauridae, Megalosauridae y Abelisauridae                                 |                                                     |
| Ceratosauridae                                      | Indeterminado                                       | - Cerro Cóndor                                      | Miembro de Las Chacritas                            | Un dentario con dientes in situ, MPEF-PV 6775 | Se asemeja al dentario de Ceratosaurus |                                                     |
| Condorraptor                                        | Condorraptor currumili                              | Las Chacritas                                       | Miembro de Las Chacritas                            | Esqueleto parcialmente articulado | Un pariente de Piatnitzkysaurus de la misma formación, y un posible sinónimo menor de éste también.                                                                   |                                                     |
| Dromaeosauridae                                     | Indeterminado                                       | - Cerro Cóndor - Puesto el Quemado - Cerro Bayo     | Miembro de Las Chacritas                            | Dientes aislados: MEPF BA 61/08, BA 103/08, BA 32/08 A, BA 32/08 B, BA 104/08, BA 226B/08, PV 3498, BA 29/08, BA51/08, BA 270/08 a, BA 270/08 b, BA 270/08 c | Dientes de dinosaurios terópodos que se parecen a los asignados a la familia Dromaeosauridae. Alternativamente, pueden pertenecer a miembros basales de Coelurosauria |                                                     |
| Eoabelisaurus                                       | Eoabelisaurus mefi                                  | Jugo Luco                                           | Miembro de Las Chacritas                            | Un esqueleto articulado casi completo | Un Neoceratosaurio, que fue sugerido como un miembro basal de abelisauria, pero también un miembro de Ceratosauridae                                                  |                                                     |
| Megalosauridae                                      | Indeterminado                                       | - Cerro Cóndor - Puesto el Quemado - Cerro Bayo     | Miembro de Las Chacritas                            | Dientes aislados: MPEF PV 1175, BA 66/08, PV 1356, PV 1357                                                                                                   | Dientes de dinosaurio terópodo que guardan parecido con los asignados a la familia Megalosauridae.                                                                    |                                                     |
| Neotheropoda Basal                                  | Indeterminado                                       | - Cerro Cóndor - Puesto el Quemado - Cerro Bayo     | Miembro de Las Chacritas                            | Dientes aislados: MPEF BA 68/08, BA 92/08, PV 3499, BA 68/08, BA 183/08                                                                                      | Dientes de dinosaurios terópodos que guardan parecido con los asignados a neoterópodos basales, como los miembros de Coelophysoidea.                                  |                                                     |
| Piatnitzkysauridae                                  | Indeterminado                                       | - Cerro Cóndor - Puesto el Quemado - Cerro Bayo     | Miembro de Las Chacritas                            | Dientes y restos craneales aislados: MPEF 1717 CC 205, PV 3440A A, PV 3440A B, PV 3440A C, PV 3440A D, PV 3440A E, PV 3440A F, PV 3440A G                    | Dientes de dinosaurio terópodo que guardan parecido con los asignados a miembros de Piatnitzkysauridae.                                                               |                                                     |
| Piatnitzkysaurus'                                   | Piatnitzkysaurus floresi                            | Cerro Cóndor Sur                                    | Miembro de Las Chacritas                            | Dos "cráneos fragmentarios con postcráneo asociado" | Posible sinónimo principal de Condorraptor de la misma formación. |                                                     |
| Spinosauridae                                       | Indeterminado                                       | - Cerro Cóndor                                      | Miembro de Las Chacritas                            | Dientes aislados : MEPF PV 1350 | Dientes de dinosaurios terópodos que se parecen a los asignados a los miembros de Spinosauridae. Alternativamente, pueden pertenecer a miembros de Ceratosauria       |                                                     |
| Tetanurae                                           | Indeterminado                                       | - Cerro Cóndor - Puesto el Quemado - Cerro Bayo     | Miembro de Las Chacritas                            | Dientes aislados : MEPF BA 84/08, BA 49/08 A, BA 49/08 B, BA 64/08, BA 65/08, BA 266/07                                                                      | Dientes de dinosaurio terópodo que guardan parecido con los asignados a miembros de Megalosauridae y Dromaeosauridae                                                  |                                                     |
| Theropoda                                           | Indeterminado                                       | - Cerro Cóndor                                      | Miembro de Las Chacritas                            | Dientes aislados : MPEF PV 1640 | Diente "Outliner" que no encaja en ningún morfotipo conocido previamente, quizás debido a la preservación                                                             |                                                     |
| Theropodipedia                                      | Theropodipedia ichnog. indeterminado                | - Cerro Cóndor                                      | Miembro de Las Chacritas                            | Huellas | Posibles huellas de terópodo, sin asignar a ningún icnogénero concreto                                                                                                |                                                     |

### Sauropodomorfos
| Sauropodiformes reportados de la Formación Cañadón Asfalto | Sauropodiformes reportados de la Formación Cañadón Asfalto | Sauropodiformes reportados de la Formación Cañadón Asfalto | Sauropodiformes reportados de la Formación Cañadón Asfalto | Sauropodiformes reportados de la Formación Cañadón Asfalto                                                | Sauropodiformes reportados de la Formación Cañadón Asfalto | Sauropodiformes reportados de la Formación Cañadón Asfalto |
| Género                                                     | Especie                                                    | Ubicación                                                  | Posición estratigráfica                                    | Material                                                                                                  | Notas | Imágenes                                                   |
| ---------------------------------------------------------- | ---------------------------------------------------------- | ---------------------------------------------------------- | ---------------------------------------------------------- | --- | --- | ---------------------------------------------------------- |
| Bagualia                                                   | Bagualia alba                                              | Cañadón Bagual                                             | Miembro de Las Chacritas                                   | Los esqueletos parciales de tres individuos                                                               | Un miembro temprano de Eusauropoda, relacionado con el género africano Spinophorosaurus |                                                            |
| Diplodocidae                                               | Indeterminado                                              | Cerro Cóndor Sur                                           | Miembro de Las Chacritas                                   | MACN-CH 934: arcos neurales axiales y espinas, un ilión, un pubis, ?dos o ?tres isquiones y dos maxilares | Este espécimen presenta fuertes afinidades con el Diplodocidae, sin embargo ha sido considerado como un eusaurópodo derivado no neosaurópodo (teniendo parecido con el Lapparentosaurus en algunos caracteres) o incluso un neosaurópodo basal (teniendo también parecido con el Haplocanthosaurus) |                                                            |
| Mamenchisauridae                                           | Indeterminado                                              | Cerro Cóndor Sur                                           | Miembro de Las Chacritas                                   | MACN-CH 230: tres vértebras dorsales                                                                      | Probablemente un eusaurópodo Con fuerte parecido con el género asiático Klamelisaurus, este espécimen fue definido como un saurópodo de tipo enano que se alimentaba de vegetación inferior/diferente                                                                                               |                                                            |
| Patagosaurus                                               | Patagosaurus fariasi                                       | Cerro Cóndor                                               | Miembro de Las Chacritas                                   | Muchos especímenes, incluyendo un cráneo parcial.                                                         | Un miembro eusaurópodo no neosaurópodo de Cetiosauridae. Este género representa el saurópodo más abundante en la formación |                                                            |
| Sauropodiformes                                            | Indeterminado                                              | Cañadón Bagual                                             | Miembro de Las Chacritas                                   | Dientes aislados: MPEF-PV 10860                                                                           | Un Sauropodiformes indeterminado o un saurópodo muy basal o incluso material dental de Volkheimeria. |                                                            |
| Sauropoda                                                  | Indeterminado                                              | Cerro Cóndor Sur                                           | Miembro de Las Chacritas                                   | MACN-CH 219, 223(+221), 231                                                                               | Demasiado fragmentario para ser atribuido a cualquier taxón, por ahora clasificado como Sauropoda indet. |                                                            |
| Titanosauriformes                                          | Indeterminado                                              | Queso Rallado, cerca de Cerro Cóndor                       | Miembro de Las Chacritas                                   | Dientes aislados: MPEF-PV 10606                                                                           | Un indeterminado Titanosauriformes. Puede ser alternativamente un Eusauropodo basal. Posibles relaciones con el Atlasaurus |                                                            |
| Turiasauria                                                | Indeterminado                                              | Sitio de El Bagual                                         | Miembro de Las Chacritas                                   | Dientes aislados: MPEF-PV-3174 y 3176                                                                     | Un indeterminado Turiasaurido, posiblemente relativo a Narindasaurus |                                                            |
| Volkheimeria                                               | Volkheimeria chubutensis                                   | Cerro Cóndor Sur                                           | Miembro de Las Chacritas                                   | "Esqueleto parcial compuesto por vértebras presacras y sacras, pelvis, [y] miembro posterior".            | Un no Eusaurópodo de asignación compleja, pudiendo ser un Gravisaurio tipo Rhoetosaurus o un taxón hermano del género indio Barapasaurus |                                                            |

### Ornithischios
| Ornithischia reportados de la Formación Cañadón Asfalto | Ornithischia reportados de la Formación Cañadón Asfalto | Ornithischia reportados de la Formación Cañadón Asfalto | Ornithischia reportados de la Formación Cañadón Asfalto | Ornithischia reportados de la Formación Cañadón Asfalto | Ornithischia reportados de la Formación Cañadón Asfalto                                               | Ornithischia reportados de la Formación Cañadón Asfalto |
| Género                                                  | Especie                                                 | Ubicación                                               | Posición estratigráfica                                 | Material | Notas                                                                                                 | Imágenes                                                |
| ------------------------------------------------------- | ------------------------------------------------------- | ------------------------------------------------------- | ------------------------------------------------------- | --- | --- | ------------------------------------------------------- |
| Cerapoda                                                | Indeterminado                                           | Queso Rallado                                           | Miembro de Las Chacritas                                | Maxilar con dentario completo, falange ungual aislada y dientes aislados: MPEF-PV 3809, MPEF-PV 3818, MPEF-PV 3824, MEPF-PV 3820, MEPF-PV 3825, MEPF-PV 10861, MPEF-PV 10823, MPEF-PV 3821 & MPEF-PV 10864                                                                                                | Un Cerapoda indeterminado con similitudes con Hypsilophodon                                           |                                                         |
| Heterodontosauridae                                     | Indeterminado                                           | Queso Rallado                                           | Miembro de Las Chacritas                                | Metapodiales, vértebras caudales y falanges aisladas: MPEF-PV 3826 | heterodontosaurido que no puede ser comparado con Manidens debido a la falta de fósiles superpuestos. |                                                         |
| Manidens                                                | Manidens condorensis                                    | - Queso Rallado - Sitio Frenguelli - Sitio Canela       | Miembro de Las Chacritas                                | Espécimen parcialmente articulado, cráneo y elementos asociados así como dientes aislados referidos: MPEF-PV 3211, MPEF-PV 3808, MPEF-PV 10867, MPEF-PV 1719, MPEF-PV 1786, MPEF-PV 1718, MPEF-PV 3810, MPEF-PV 3811, MPEF-PV 3812, MPEF-PV 3813, MPEF-PV 3814, MPEF-PV 3815, MPEF-PV 3816, MPEF-PV 10866 | Un primitivo y pequeño heterodontosáurido.                                                            |                                                         |
| Ornithischia                                            | Indeterminado                                           | - Queso Rallado                                         | Miembro de Las Chacritas                                | Dientes aislados: MPEF-PV 3817, MPEFPV 3819, MPEF-PV 3822. | No referible a ningún taxón más allá de Ornithischia Indet.                                           |                                                         |

### Mamíferos
| Mamífeross reportados de la Formación Cañadón Asfalto | Mamífeross reportados de la Formación Cañadón Asfalto | Mamífeross reportados de la Formación Cañadón Asfalto | Mamífeross reportados de la Formación Cañadón Asfalto | Mamífeross reportados de la Formación Cañadón Asfalto | Mamífeross reportados de la Formación Cañadón Asfalto | Mamífeross reportados de la Formación Cañadón Asfalto |
| Género                                                | Especie                                               | Ubicación                                             | Posición estratigráfica                               | Material | Notas | Imágenes                                              |
| ----------------------------------------------------- | ----------------------------------------------------- | ----------------------------------------------------- | ----------------------------------------------------- | --- | --- | ----------------------------------------------------- |
| Allotheria                                            | Indeterminado                                         | Queso Rallado                                         | Miembro de Las Chacritas                              | Dientes Aislados | Un Allotheria cuya afinidad familiar no ha sido estudiada |                                                       |
| Argentoconodon                                        | Argentoconodon fariasorum                             | Queso Rallado                                         | Miembro de Las Chacritas                              | MPEF-PV2362, fragmento de maxilar izquierdo, MPEF-PV2363 esqueleto parcial, MPEF-PV2364 aislado y completo del último molariforme superior derecho           | Un volaticotherian (Alticonodontinae), estrechamente emparentado con el género asiático Volaticotherium, que tiene una apariencia postcraneal similar, lo que indica una posible capacidad para planear, aunque se necesita mejor material para poder demostrarlo. |                                                       |
| Asfaltomylos                                          | Asfaltomylos patagonicus                              | Queso Rallado                                         | Miembro de Las Chacritas                              | MPEF PV 1671, maxilar inferior completo | Un Australosphenida, relacionado con Henosferus en Henosferidae. |                                                       |
| Condorodon                                            | Condorodon spanios                                    | Queso Rallado                                         | Miembro de Las Chacritas                              | MPEF-PV 2365, molariforme inferior izquierdo completo aislado                                                                                                | Un triconodonte "anfiléstido", relacionado con el Tendagurodon africano del Jurásico tardío. |                                                       |
| Henosferus                                            | - Henosferus molus - Henosferus sp.                   | - Queso Rallado - Canela                              | Miembro de Las Chacritas                              | MPEF 2353 maxilar inferior derecho, MPEF 2354 maxilar inferior izquierdo, MPEF 2357 maxilar inferior izquierdo, referido MPEF 2355 premolar superior aislado | Un Australosphenida, emparentado con el Asfaltomylos de Henosferidae, siendo el doble de grande que este último. |                                                       |

## Hongos
| Género  | Especie            | Ubicación         | Posición estratigráfica | Miembro                    | Material          | Ecogrupo                                                | Requisitos paleoclimáticos                     | Notas | Imágenes |
| ------- | ------------------ | ----------------- | ----------------------- | -------------------------- | ----------------- | ------------------------------------------------------- | ---------------------------------------------- | --- | -------- |
| Annella | - Annella capitata | Patagonia central | - Cañadón Lahuincó      | - Miembro de Las Chacritas | Hifas y Miosporas | Desconocido: ya sea acuático (agua dulce) o parasitario | No se sabe, se sugiere una alta estacionalidad | Un hongo de relaciones inciertas. Esta especie se recupera tanto en vetas de carbón como en sedimentos de prodelta proximal, lo que hace compleja la asignación de un bioma. |          |

## Restos vegetales

### Palinología
Según un estudio palinológico el polen dominante fue producido por las familias de coníferas Cheirolepidiaceae (Classopollis) y Araucariaceae (principalmente Araucariacites y Callialasporites), lo que sugiere que durante los tiempos deposicionales de la unidad prevalecieron condiciones templadas-cálidas y relativamente húmedas bajo un clima altamente estacional. La abundancia de Botryococcus apoya la presencia de un lago poco profundo con condiciones probablemente salinas. Localmente, el Cañadón Asfalto representa un registro más pobre de las floras vistas en la indeleble Formación Lonco Tapial, con sus floras más cercanas encontradas en la Formación Sweeney de la Península Antártica en Pico Potter, compartiendo Brachyphyllum spp. y Elatocladus confertus.
| Género               | Especie | Ubicación         | Posición estratigráfica                                | Miembro                                            | Material   | Ecogrupo                                  | Requisitos paleoclimáticos                                                                             | Notas |
| -------------------- | --- | ----------------- | ------------------------------------------------------ | -------------------------------------------------- | ---------- | ----------------------------------------- | --- | --- |
| Botryococcus         | - Botryococcus sp. cf. B. braunii - Botryococcus spp | Patagonia central | - Cañadón Lahuincó - Cañadón Caracoles - Cerro Bandera | - Las Chacritas Miembro - Puesto Almada Miembro    | Algas      | Acuático (agua dulce); Indicador alcalino | Clima muy estacional                                                                                   | Alga de agua dulce de la familia Botryococcaceae. Este género es el principal indicador, por su abundancia, de la presencia de un lago poco profundo con condiciones probablemente salinas, alcanzando en algunas muestras entre el 96 y el 70%.                               |
| Ovoidites            | - Ovoidites spp. | Patagonia central | - Cañadón Lahuincó - Cañadón Caracoles                 | - Miembro de Las Chacritas                         | Zygosporas | Acuático (agua dulce)                     | De templado a cálido; clima estacional                                                                 | Algas de la familia Zygnemataceae |
| Leiosphaeridia       | - Leiosphaeridia sp. | Patagonia central | - Cañadón Lahuincó - Cañadón Caracoles                 | - Miembro de Las Chacritas                         | Zygosporas | Acuático (agua dulce)                     | De templado a cálido; clima estacional                                                                 | Algas o Acritarcas de la familia Prasinofíceas. |
| Nevesisporites       | - Nevesisporites vallatus - Nevesisporites cf. undatus - Nevesisporites cf. radiatus | Patagonia central | - Cañadón Lahuincó - Cañadón Caracoles                 | - Miembro de Las Chacritas                         | Esporas    | Tierras altas y ribereñas                 | Puede soportar largos períodos de sequía; clima estacional                                             | Afinidades con Bryophyta. |
| Antulsporites        | - Antulsporites saevus | Patagonia central | - Cañadón Lahuincó - Cañadón Caracoles                 | - Miembro de Las Chacritas                         | Esporas    | Tierras altas y ribereñas                 | Puede soportar largos períodos de sequía; clima estacional                                             | Afinidades con la familia Sphagnaceae en la Sphagnopsida. Esporas de "musgo de turba", relacionadas con géneros como Sphagnum que pueden almacenar grandes cantidades de agua.                                                                                                 |
| Stereisporites       | - Stereisporites sp. cf. S. psilatus | Patagonia central | - Cañadón Lahuincó - Cañadón Caracoles                 | - Miembro de Las Chacritas                         | Esporas    | Tierras altas y ribereñas                 | Puede soportar largos períodos de sequía; clima estacional                                             | Afinidades con la familia Sphagnaceae en la Sphagnopsida. Esporas de "musgo de turba", relacionadas con géneros como Sphagnum que pueden almacenar grandes cantidades de agua.                                                                                                 |
| Neoraistrickia       | - Neoraistrickia cf. suratensis | Patagonia central | - Cañadón Lahuincó - Cañadón Caracoles                 | - Miembro de Las Chacritas                         | Esporas    | Tierras altas y bajas                     | De cálido a templado, relativamente húmedo                                                             | Afinidades con la familia Selaginellaceae y Lycopodiaceae en la Lycopsida. |
| Retitriletes         | - Retitriletes austroclavatidites - Retitriletes semimuris - Retitriletes sp. 1 | Patagonia central | - Cañadón Lahuincó - Cañadón Caracoles                 | - Miembro de Las Chacritas                         | Esporas    | Tierras altas y bajas                     | De cálido a templado, relativamente húmedo                                                             | Afinidades con la familia Selaginellaceae y Lycopodiaceae en la Lycopsida. |
| Clavatisporites      | - Clavatisporites spp. | Patagonia central | - Cañadón Lahuincó - Cañadón Caracoles                 | - Miembro de Las Chacritas                         | Esporas    | Tierras bajas y riberas                   | De cálido a templado, relativamente húmedo                                                             | Filicopsida incertade sedis |
| Obtusisporis         | - Obtusisporis modestus | Patagonia central | - Cañadón Lahuincó - Cañadón Caracoles                 | - Miembro de Las Chacritas                         | Esporas    | Tierras bajas y riberas                   | De cálido a templado, relativamente húmedo                                                             | Filicopsida incertade sedis |
| Cadargasporites      | - Cadargasporites sp. cf. C. reticulatus | Patagonia central | - Cañadón Lahuincó - Cañadón Caracoles                 | - Miembro de Las Chacritas                         | Esporas    | Tierras bajas y riberas                   | De cálido a templado, relativamente húmedo                                                             | Afinidad incierta Esporas de helecho |
| Ischyosporites       | - Ischyosporites marburgensis | Patagonia central | - Cañadón Lahuincó - Cañadón Caracoles                 | - Miembro de Las Chacritas                         | Esporas    | Tierras altas, tierras bajas de la ribera | De cálido a templado, relativamente húmedo                                                             | Afinidades con la familia Lygodiaceae y Schizaeaceae en la Polypodiopsida. Esporas de helechos trepadores o herbáceos. |
| Klukisporites        | - Klukisporites lacunus - Klukisporites variegatus - Klukisporites sp. cf. K. scaberis | Patagonia central | - Cañadón Lahuincó - Cañadón Caracoles                 | - Miembro de Las Chacritas                         | Esporas    | Tierras altas, tierras bajas de la ribera | De cálido a templado, relativamente húmedo                                                             | Afinidades con la familia Lygodiaceae y Schizaeaceae en la Polypodiopsida. Esporas de helechos trepadores o herbáceos. |
| Baculatisporites     | - Baculatisporites comaumensis | Patagonia central | - Cañadón Lahuincó                                     | - Miembro de Las Chacritas                         | Esporas    | Tierras bajas y riberas                   | De cálido a templado, relativamente húmedo                                                             | Afinidades con la familia Osmundaceae en la Polypodiopsida. Helechos de corrientes fluviales cercanas, relacionados con la moderna Osmunda regalis. |
| Rugulatisporites     | - Rugulatisporites sp. | Patagonia central | - Cañadón Lahuincó                                     | - Miembro de Las Chacritas                         | Esporas    | Tierras bajas y riberas                   | De cálido a templado, relativamente húmedo                                                             | Afinidades con la familia Osmundaceae en la Polypodiopsida. Helechos de corrientes fluviales cercanas, relacionados con la moderna Osmunda regalis. |
| Verrucosisporites    | - Verrucosisporites varians | Patagonia central | - Cañadón Lahuincó                                     | - Miembro de Las Chacritas                         | Esporas    | Tierras Altas                             | Puede soportar largos períodos de sequía; clima estacional                                             | Afinidades con la familia Osmundaceae en la Polypodiopsida. Helechos de corrientes fluviales cercanas, relacionados con la moderna Osmunda regalis. |
| Todisporites         | - Todisporites minor | Patagonia central | - Cañadón Lahuincó                                     | - Miembro de Las Chacritas                         | Esporas    | Tierras Altas                             | De cálido a templado, relativamente húmedo. Puede soportar largos períodos de sequía; clima estacional | Afinidades con la familia Osmundaceae en la Polypodiopsida. Helechos de corrientes fluviales cercanas, relacionados con la moderna Osmunda regalis. |
| Trilobosporites      | - Trilobosporites sp. | Patagonia central | - Cañadón Lahuincó                                     | - Miembro de Las Chacritas                         | Esporas    | Tierras altas, tierras bajas y riberas    | De cálido a templado, relativamente húmedo                                                             | Afinidades con las familias Cyatheaceae/Dicksoniaceae Dipteridaceae/Matoniaceae en la Polypodiopsida. |
| Deltoidospora        | - Deltoidospora australis - Deltoidospora minor | Patagonia central | - Cañadón Lahuincó                                     | - Miembro de Las Chacritas                         | Esporas    | Tierras altas, tierras bajas y riberas    | De cálido a templado, relativamente húmedo                                                             | Afinidades con las familias Cyatheaceae/Dicksoniaceae Dipteridaceae/Matoniaceae en la Polypodiopsida. |
| Dictyophyllidites    | - Dictyophyllidites harrisii | Patagonia central | - Cañadón Lahuincó - Cañadón Caracoles                 | - Miembro de Las Chacritas                         | Esporas    | Tierras bajas y riberas                   | De cálido a templado, relativamente húmedo                                                             | Afinidades con las familias Cyatheaceae/Dicksoniaceae Dipteridaceae/Matoniaceae en la Polypodiopsida. |
| Biretisporites       | - Biretisporites sp. A | Patagonia central | - Cañadón Lahuincó - Cañadón Caracoles                 | - Miembro de Las Chacritas                         | Esporas    | Tierras bajas y riberas                   | De cálido a templado, relativamente húmedo                                                             | Afinidades con las Marattiaceae en la Polypodiopsida. Esporas de helechos de la flora herbácea baja. |
| Alisporites          | - Alisporites similis - Alisporites lowoodensis - Alisporites spp. | Patagonia central | - Cañadón Lahuincó - Cañadón Caracoles - Cerro Bandera | - Las Chacritas Miembro - Puesto Almada Miembro    | Polen      | Ribera                                    | Cálido, puede soportar largos períodos de sequía; clima estacional                                     | Afinidades con las familias Peltaspermaceae, Corystospermaceae o Umkomasiaceae en los Peltaspermales. Polen de procedencia incierta que puede proceder de cualquiera de los miembros de las Peltaspermales.                                                                    |
| Vitreisporites       | - Vitreisporites pallidus | Patagonia central | - Cañadón Lahuincó                                     | - Miembro de Las Chacritas                         | Polen      | Ribera                                    | Cálido, relativamente húmedo                                                                           | De la familia Caytoniaceae en los Caytoniales. Las Caytoniaceae son un grupo complejo de floras fósiles del Mesozoico que pueden estar relacionadas con las Peltaspermales y las Ginkgoaceae.                                                                                  |
| Ephedripites         | - Ephedripites sp. | Patagonia central | - Cañadón Lahuincó - Cerro Bandera                     | - Las Chacritas Miembro - Puesto Almada Miembro    | Polen      | Tierras bajas y riberas                   | De cálido a templado, puede soportar largos periodos de sequía; clima estacional                       | Un grano de polen, afinidades con Ephedraceae dentro de Gnetopsida. |
| Araucariacites       | - Araucariacites australis - Araucariacites fissus - Araucariacites pergranulatus - Araucariacites sp. cf. A. pergranulatus - Araucariacites sp. A                                                                                        | Patagonia central | - Cañadón Lahuincó - Cañadón Caracoles - Cerro Bandera | - Las Chacritas Miembro - Puesto Almada Miembro    | Polen      | Tierras altas, tierras bajas y riberas    | Cálido a templado, relativamente húmedo                                                                | Afinidades con la familia Araucariaceae en los Pinales. Polen de coníferas de plantas arbóreas medianas y grandes. |
| Callialasporites     | - Callialasporites dampieri - Callialasporites microvelatus - Callialasporites turbatus - Callialasporites minus - Callialasporites sp. 1                                                                                                 | Patagonia central | - Cañadón Lahuincó - Cañadón Caracoles - Cerro Bandera | - Las Chacritas Miembro - Puesto Almada Miembro    | Polen      | Tierras altas, tierras bajas y riberas    | De cálido a templado, relativamente húmedo                                                             | Afinidades con la familia Araucariaceae en los Pinales. Polen de coníferas de plantas arbóreas medianas y grandes. |
| Inaperturopollenites | - Inaperturopollenites indicus - Inaperturopollenites giganteus - Inaperturopollenites microgranulatus - Inaperturopollenites cf. reidi - Inaperturopollenites sp. 1 - Inaperturopollenites sp. 2                                         | Patagonia central | - Cañadón Lahuincó                                     | - Miembro de Las Chacritas                         | Polen      | Tierras altas, tierras bajas y riberas    | De cálido a templado, relativamente húmedo                                                             | Afinidades con la familia Araucariaceae en los Pinales. Polen de coníferas de plantas arbóreas medianas y grandes. |
| Pinuspollenites      | - Pinuspollenites globosaccus | Patagonia central | - Cañadón Lahuincó - Cañadón Caracoles                 | - Miembro de Las Chacritas                         | Polen      | Tierras altas, tierras bajas y riberas    | Cálido a templado, relativamente húmedo                                                                | Afinidades con la familia Pinaceae en la Pinopsida. Polen de coníferas de plantas arbóreas medianas y grandes. |
| Cerebropollenites    | - Cerebropollenites macroverrucosus - Cerebropollenites carlylensis - Cerebropollenites mesozoicus - Cerebropollenites sp. 1 | Patagonia central | - Cañadón Lahuincó - Cañadón Caracoles - Cerro Bandera | - Las Chacritas Miembro - Puesto Almada Miembro    | Polen      | Tierras altas, tierras bajas y riberas    | Cálido a templado, relativamente húmedo                                                                | Afinidades con las Sciadopityaceae y las Miroviaceae en la Pinopsida. El parecido de este polen con las Sciadopitys existentes sugiere que las Miroviaceae pueden ser un linaje extinto de plantas similares a las Sciadopityaceae.                                            |
| Classopollis         | - Classopollis classoides - Classopollis intrareticulatus - Classopollis simplex - Classopollis itunensis - Classopollis torosus | Patagonia Central | - Cañadón Lahuincó - Cañadón Caracoles - Cerro Bandera | - Las Chacritas Miembro - Puesto Almada Miembro    | Polen      | Lago de tierras bajas y costero           | De cálido a templado, puede soportar largos períodos de sequía; clima estacional                       | Afinidades con las Hirmeriellaceae en la Pinopsida. Classopollis es el componente más abundante del conjunto, con rangos de 73-81,6% a 89,6%-89,7% en algunas muestras. |
| Exesipollenites      | - Exesipollenites sp. | Patagonia central | - Cañadón Lahuincó                                     | - Miembro de Las Chacritas                         | Polen      | Lago de tierras bajas y costero           | De cálido a templado, puede soportar largos periodos de sequía; clima estacional                       | Afinidades con las Hirmeriellaceae en la Pinopsida. Classopollis es el componente más abundante del conjunto, con rangos de 73-81,6% a 89,6%-89,7% en algunas muestras. |
| Perinopollenites     | - Perinopollenites elatoides | Patagonia central | - Cañadón Lahuincó                                     | - Miembro de Las Chacritas                         | Polen      | Lago de tierras bajas y costero           | De cálido a templado; clima estacional                                                                 | Afinidades con la familia Cupressaceae en la Pinopsida. Polen que se asemeja al de géneros existentes como el género Actinostrobus y Austrocedrus, probablemente derivado de ambientes de tierras altas.                                                                       |
| Phrixipollenites     | Phrixipollenites sp. | Patagonia central | - Cañadón Lahuincó                                     | - Miembro de Las Chacritas                         | Polen      | Tierras altas                             | Templado, relativamente seco                                                                           | Afinidades con la familia Podocarpaceae. Polen de diversos tipos de coníferas podocarpáceas, que incluyen morfotipos similares al Microcachrys de baja arbustividad y al Lepidothamnus de arbustividad media, probablemente relacionados con los entornos de las tierras altas |
| Podocarpidites       | - Podocarpidites verrucosus - Podocarpidites astrictus - Podocarpidites ellipticus - Podocarpidites multesimus - Podosporites variabilis - Podocarpidites sp. cf. P. radiatus - Podocarpidites sp. cf. P. verrucosus - Podosporites sp. 1 | Patagonia central | - Cañadón Lahuincó - Cañadón Caracoles                 | - Miembro de Las Chacritas                         | Polen      | Tierras altas                             | Templado, relativamente seco                                                                           | Afinidades con la familia Podocarpaceae. Polen de diversos tipos de coníferas podocarpáceas, que incluyen morfotipos similares al Microcachrys de baja arbustividad y al Lepidothamnus de arbustividad media, probablemente relacionados con los entornos de las tierras altas |
| Podosporites         | - Podosporites variabilis - Podosporites sp. 1 | Patagonia central | - Cañadón Lahuincó - Cañadón Caracoles                 | - Miembro de Las Chacritas                         | Polen      | Tierras altas                             | Templado, relativamente seco                                                                           | Afinidades con la familia Podocarpaceae. Polen de diversos tipos de coníferas podocarpáceas, que incluyen morfotipos similares al Microcachrys de baja arbustividad y al Lepidothamnus de arbustividad media, probablemente relacionados con los entornos de las tierras altas |
| Indusiisporites      | - Indusiisporites parvisaccatus - Indusiisporites sp. 1 - Indusiisporites sp. 2 - Indusiisporites sp. 3 | Patagonia central | - Cañadón Lahuincó - Cañadón Caracoles                 | - Miembro de Las Chacritas                         | Polen      | Tierras altas                             | Templado, relativamente seco                                                                           | Afinidades con la familia Podocarpaceae. Polen de diversos tipos de coníferas podocarpáceas, que incluyen morfotipos similares al Microcachrys de baja arbustividad y al Lepidothamnus de arbustividad media, probablemente relacionados con los entornos de las tierras altas |
| Microcachryidites    | - Microcachryidites castellanosii - Microcachryidites antarcticus | Patagonia central | - Cañadón Lahuincó - Cañadón Caracoles - Cerro Bandera | - Miembro de Las Chacritas - Puesto Almada Miembro | Polen      | Tierras altas                             | Templado, relativamente seco                                                                           | Afinidades con la familia Podocarpaceae. Polen de diversos tipos de coníferas podocarpáceas, que incluyen morfotipos similares al Microcachrys de baja arbustividad y al Lepidothamnus de arbustividad media, probablemente relacionados con los entornos de las tierras altas |

### Macroflora
| Género        | Especie                                                 | Ubicación         | Posición estratigráfica                                                                                           | Miembro                    | Material                              | Notas | Imágenes |
| ------------- | ------------------------------------------------------- | ----------------- | --- | -------------------------- | ------------------------------------- | --- | -------- |
| Equisetites   | - Equisetites approximatus - Equisetites spp.           | Patagonia central | - Cañadón Asfalto - Cañadón Lahuincó - Paso de Indios                                                             | - Miembro de Las Chacritas | Tallos                                | Plantas del grupo Equisetales. Suelen estar ligadas a las riberas de los ríos |          |
| Cladophlebis  | - Cladophlebis grahami - Cladophlebis oblonga           | Patagonia central | - Cañadón Asfalto - Cañadón Lahuincó - Paso de Indios                                                             | - Miembro de Las Chacritas | Pinnae aislado                        | Plantas de la familia Osmundaceae. |          |
| Gleichenites  | - Gleichenites cf.taquetrensis                          | Patagonia Central | - Paso de Indios                                                                                                  | - Miembro de Las Chacritas | Pinnae aislado                        | Plantas de la familia Gleicheniales. |          |
| Sphenopteris  | - Sphenopteris patagonica - Sphenopteris hallei         | Patagonia central | - Cañadón Asfalto - Cañadón Lahuincó                                                                              | - Miembro de Las Chacritas | Pinnae aislado                        | Plantas del grupo Sphenopteridae, cuya afinidad con los especímenes mesozoicos es incierta, aunque se ha sugerido que son frondas de afinidad Dicksoniaceae                                                            |          |
| Archangelskya | Archangelskya furcata                                   | Patagonia central | - Cañadón Asfalto - Cañadón Lahuincó                                                                              | - Miembro de Las Chacritas | Pinnae aislado                        | Plantas del grupo Pteridospermata |          |
| Lepidopteris  | Lepidopteris scassoi                                    | Patagonia central | - Localidad de Pomelo - Localidad A12                                                                             | - Miembro de Las Chacritas | Pinnae aislado                        | Plantas del grupo Peltaspermaceae. Esta especie representa el registro más joven del género, por más de 20 Myr. |          |
| Peltaspermum  | Peltaspermum sp.                                        | Patagonia central | - Localidad de Pomelo - Localidad A12                                                                             | - Miembro de Las Chacritas | Conos Ovulíferos                      | Plantas del grupo Peltaspermaceae. |          |
| Zamites       | - Zamites sp.                                           | Patagonia central | - Localidad de Pomelo - Localidad A12                                                                             | - Miembro de Las Chacritas | Hojas                                 | Afinidades con Bennettitales dentro de Cycadeoidopsida. |          |
| Phoenicopsis  | - Phoenicopsis sp.                                      | Patagonia central | - Cañadón Asfalto                                                                                                 | - Miembro de Las Chacritas | Órganos del polen                     | Plantas del grupo Leptostrobales (Czekanowskiales). Taxones parecidos a los gingkos |          |
| Pelourdea     | - Pelourdea sp.                                         | Patagonia central | - Cañadón Asfalto                                                                                                 | - Miembro de Las Chacritas | Órganos del polen                     | Incertade sedis dentro de Coniferales. Algunos especímenes son difíciles de identificar. |          |
| Araucaritites | - Araucaritites chuchensis - Araucaritites spp.         | Patagonia Central | - Cañadón Asfalto - Localidad de Pomelo - Localidad A12 - Cañadón Lahuincó - Estancia La Vistosa - Paso de Indios | - Miembro de Las Chacritas | Escamas ovulíferas                    | Plantas de la familia Araucariaceae. |          |
| Pagiophyllum  | - Pagiophyllum divaricatum - Pagiophyllum fiestmantelli | Patagonia central | - Cañadón Asfalto - Localidad de Pomelo - Localidad A12 - Cañadón Lahuincó - Paso de Indios - Localidad de Canela | - Miembro de Las Chacritas | Brotes ramificados                    | Plantas de la familia Araucariaceae o Cheirolepidiaceae |          |
| Brachyphyllum | - Brachyphyllum cf. lotenaense - Brachyphyllum spp.     | Patagonia central | - Cañadón Asfalto - Localidad de Pomelo - Localidad A12 - Cañadón Lahuincó - Paso de Indios - Localidad de Canela | - Miembro de Las Chacritas | Brotes ramificados y conos ovulíferos | Plantas de la familia Araucariaceae o Cheirolepidiaceae |          |
| Brachyoxylon  | Brachyoxylon currumilii                                 | Patagonia central | - Localidad de Pomelo                                                                                             | - Miembro de Las Chacritas | Madera fósil                          | Plantas de la familia Araucariaceae o Cheirolepidiaceae |          |
| Elatoclaudus  | - Elatocladus confertus - Elatoclaudus jabalpurensis    | Patagonia central | - Cañadón Asfalto - Cañadón Lahuincó                                                                              | - Miembro de Las Chacritas | Brotes ramificados                    | Plantas de la familia Cupressaceae |          |
| Austrohamia   | - Austrohamia asfaltensis                               | Patagonia central | - Cañadón Lahuincó                                                                                                | - Miembro de Las Chacritas | Brotes ramificados y conos ovulíferos | Plantas de la familia Cunninghamioideae. Junto con la especie también argentina A. minuta, estos especímenes representan los taxones fósiles más antiguos que pueden asignarse con seguridad a Cupressaceae sensu lato |          |
| Athrotaxites  | - Athrotaxites ungeri                                   | Patagonia central | - Cañadón Asfalto - Cañadón Lahuincó                                                                              | - Miembro de Las Chacritas | Brotes ramificados                    | Plantas de la familia Taxodiaceae |          |